# Varböld
En böld, varböld eller abscess är en lokal ansamling av var (också kallat pus) som byggts upp inuti en vävnad i kroppen. Symtom och kännetecken för abscesser på hudytan är bland annat rodnad, smärta, värme, och svullnad som vid tryck kan kännas vätskefylld. Det rodnade området sträcker sig ofta förbi det område som är svullet. Karbunklar och furunklar är olika typer av abscesser som ofta involverar hårfolliklar, men karbunklar mycket större än furunklar.

## Orsak
Abscesser förekommer när en kroppsvävnad är infekterad och kroppen inte klarar av att eliminera infektionen. Vita blodkroppar dras till området och ansamlas i det infekterade området. Under denna process formas var, som består av vätska, döda och levande vita blodceller, död vävnad, samt bakterier eller andra kroppsfrämmande ämnen. Abscesser orsakas vanligen av en bakterieinfektion. Ofta är många olika bakterietyper inblandade i en och samma infektion. I USA och många andra delar av världen är den vanligaste inblandade bakterien MRSA. Det är ovanligt att parasiter orsakar abscesser, och det är vanligare i utvecklingsländer.

## Diagnostik
Diagnos ställs vanligen baserat på utseendet och bekräftas genom kirurgisk öppning. Ultraljudsbilder kan användas för att bekräfta i fall då diagnosen är oklar. I abscesser kring anus kan datortomografi vara viktigt för att hitta djupare infektioner.

## Behandling
Standardbehandlingen för de flesta hud- eller mjukdelsabscesser är kirurgisk öppning och dränage av abscessen. Det verkar inte finnas någon fördel i att samtidigt använda antibiotika i de flesta fall med övrigt friska individer. Visst stöd finns för att det är fördelaktigt att inte packa kaviteten med gasbinda. Att stänga kaviteten direkt efter dränage istället för att lämna det öppet kan snabba på läkningen utan risk att abscessen återkommer. Att suga ut varinnehållet med nål är sällan tillräckligt.

## Epidemiologi
Hudabscesser är vanligt och har blivit vanligare under 2000-talet. Riskfaktorer är bland annat bruk av intravenösa droger, och det har rapporterats siffror på upp till 65 % inom dessa populationer med abscesser.